# Lancastre (Royaume-Uni)
Pour les articles homonymes, voir Lancaster.
Lancastre,, en anglais Lancaster, est une ville dans le Nord-Ouest de l'Angleterre, au Royaume-Uni, dans le comté du Lancashire sur la rivière Lune. Elle a le statut de Cité.
En 2001, elle comptait plus de 45 952 habitants. La ville est très accessible : située près de l'autoroute M6, l'autoroute la plus longue de Royaume-Uni, mais aussi, possédant une gare sur la West Coast Main Line, la plus importante artère ferroviaire du nord-ouest.  
La ville s'illustre notamment par son université, l'université de Lancastre, la 8e université britannique (Good University Guide - 2019) qui compte plus de 17 000 étudiants.
La ville de Lancastre est dans le district non métropolitain de la Cité de Lancastre.

## Histoire

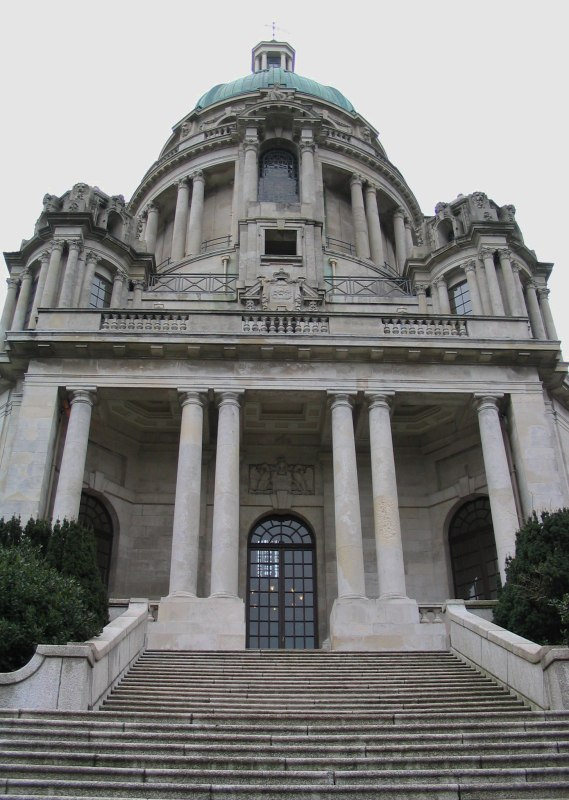
The Ashton Memorial.

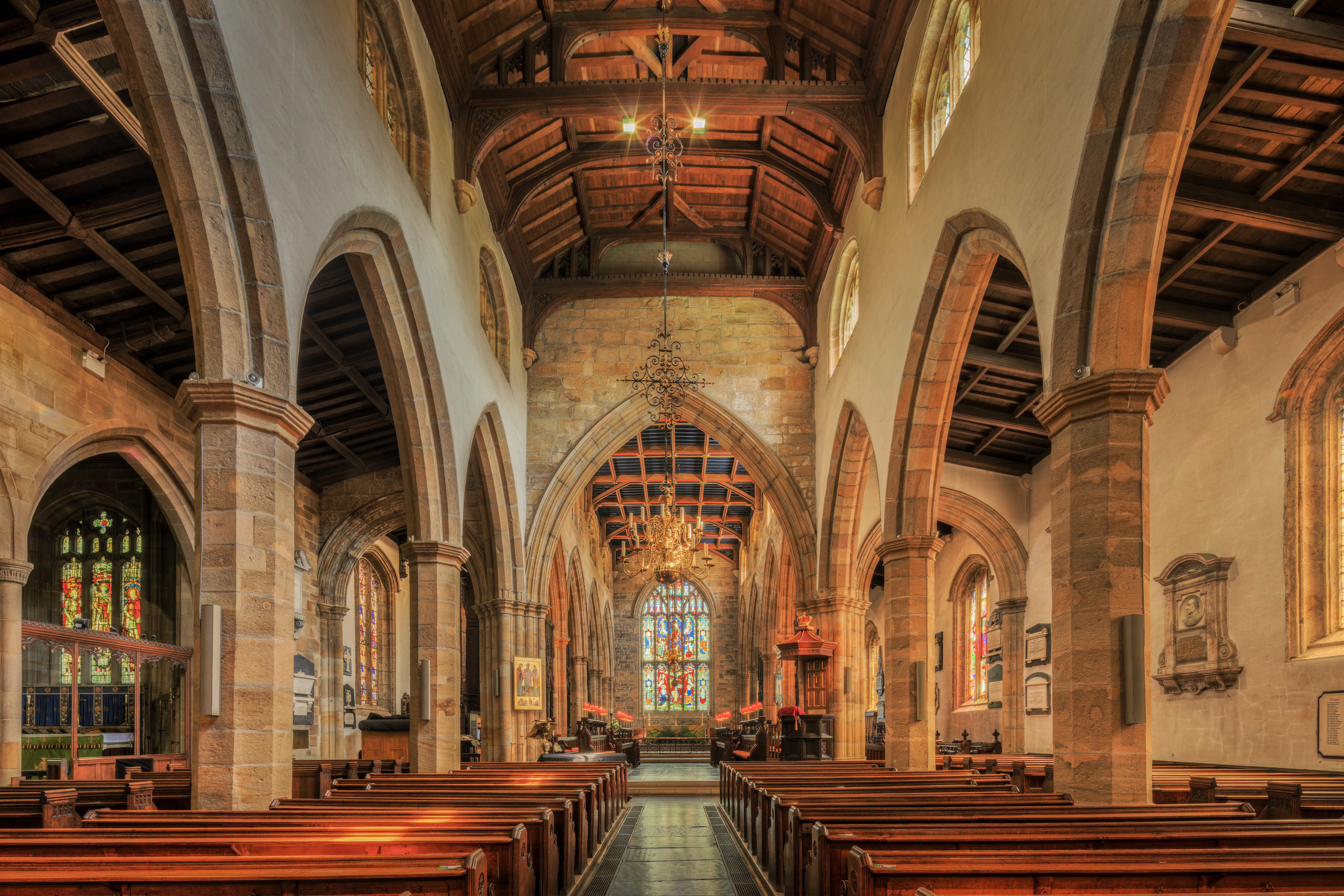
À l'intérieur de l'église paroissiale (Église d'Angleterre) de Lancastre (juillet 2018).

L'origine de la ville de Lancastre remonte à un fort romain bâti à l'emplacement du château de Lancastre au Ier siècle de notre ère. La première mention du nom ne date cependant que de la rédaction du Domesday Book, en 1086, où le nom de Lancaster apparaît. Le bourg prend de l'importance au cours du Moyen Âge, notamment avec la construction du château au XIIIe siècle.
Le nom de Lancaster, ou Lancastre en français, reste surtout attaché à celui de la Maison de Lancastre, qui fut en conflit au XVe siècle avec la Maison d'York dans la succession au trône d'Angleterre. Cette lutte est connue sous le nom de guerre des Deux-Roses. 
La ville prospéra au XVIIIe siècle grâce au commerce avec les Antilles et possède un bon nombre de belles constructions datant de cette période.

## Personnalités liées à la commune
- Thomas Edge (1588-1624), explorateur britannique, y est décédé ;
- Alexander Hamilton (1767-1862)[3] en a été député de 1802 à 1806 ;
- John Wrathall (1913-1978), président de Rhodésie, y est né ;
- Barbara Wharton Low (1920-2019), biochimiste et biophysicienne, y est née.